# Чугурин, Иван Дмитриевич
Иван Дмитриевич Чугурин (15 августа (27 августа) 1883, деревня Кужадей, Нижегородская губерния, Российская империя — 8 февраля 1947, Московская область, Советский Союз) — советский партийный, государственный и хозяйственный деятель, директор Рыбинского завода катеростроения.

## Биография
Родился в семье рабочего-кровельщика. После окончания церковно-приходской школы одиннадцатилетним подростком поступил работать на Сормовский завод. Под влиянием политической демонстрация под лозунгом «Долой самодержавие!» в Сормове в мае 1902 включился в подпольную революционную работу. В декабре 1905 вошёл в «пятёрку» по руководству вооружённым восстанием, участвовал в баррикадных боях. После подавления декабрьского вооружённого восстания в Сормове был вынужден скрыться. Работал на Мотовилихинском заводе, был членом Пермского комитета РСДРП(б). В марте 1906 за революционную работу был арестован, но проведя три с половиной года в пермской тюрьме, продолжил революционную деятельность в Киеве, Екатеринославе, Сормове.
В 1911 году сормовская партийная организация направила его на учёбу в Партийную школа в Лонжюмо. После окончания обучения при переходе границы был арестован и направлен в Нижний Новгород, откуда затем выслан на пять лет в Нарымский край. Через два года бежал из ссылки, но в 1914 году в Туле вновь арестован и сослан в Сибирь. В 1916 по окончании срока ссылки приехал в Петербург, где примкнул к сормовскому землячеству на Выборгской стороне. Поступил жестянщиком на завод «Промет». Однако вскоре за организацию забастовки его уволили, и он перешел на «Айваз». Осенью 1916 введён в нелегальный Выборгский районный комитет партии, принимал участие в деятельности Русского бюро ЦК РСДРП.
Являлся участником Февральской революции в 1917, вручал партийный билет за № 600 В. И. Ленину на Финляндском вокзале при возвращении его 3 апреля того же года из эмиграции. В октябре 1917 член президиума Совета рабочих и солдатских депутатов Выборгского района Петрограда. По заданию В. И. Ленина организовал первый продотряд рабочих Выборгской стороны, затем был на фронте Гражданской войны — начальник политического отдела 5-й армии в 1918, член и секретарь президиума ВЧК в 1919, член Коллегии ВЧК, заведующий транспортным отделом ВЧК с марта того же года. С 1921 на хозяйственной работе в Москве, Ленинграде (директор Северной судостроительной верфи), Горьком (заместитель директора завода «Красное Сормово», директор завода «Двигатель революции»), Новороссийске, Красноярске (председатель правления «Сибуголь»). В начале 1937 возглавил Рыбинский катерозавод, где комсоргом в те годы работал Ю. В. Андропов. Много сделал для укрепления производственной базы завода, пополнения цехов новым оборудованием. В период его деятельности происходило освоение выпуска новых стальных катеров, по проекту, разработанному заводскими конструкторами, начался выпуск быстроходных скутеров.
По некоторым сведениям, в 1940 был арестован по сфальсифицированному обвинению. Из заключения вышел больным, вынужден был трудиться в кустарной артели по прежней профессии жестянщиком. Похоронен под Москвой, впоследствии был реабилитирован и восстановлен в партии.

## Семья
Внук — Виктор Владимирович Чугурин (29 ноября 1964 — 30 марта 2014) — физик-теоретик, кандидат наук, специалист по фрактальным структурам.

## Память
- улица Чугурина в Сормовском районе Нижнего Новгорода.[5][6]

## Публикации
- Чугурин И. Д. Мои встречи с В. И. Лениным. — В кн.: Воспоминания нижегородцев о В. И. Ленине. Горький, 1960.[7]